# 라즈기르
라즈기르(힌디어: राजगीर) 또는 라자그리하(산스크리트어: राजगृह), 기리브라자(산스크리트어: गिरिव्रज)는 인도 비하르 주의 도시이다. 한때 마가다의 수도였던 도시로 기원전 5-6세기에 불교의 붓다, 자이나교의 마하비라가 가르침을 편 장소이다. 초기 마가다 시대애는 기리브라자로 불리다가 하리얀카 왕조 시대에 라자그리하로 개명되고 이 발음이 시대가 지날수록 변화하다 오늘날 라지기르라는 이름으로 정착하게 되었다.